# Castell-Castell

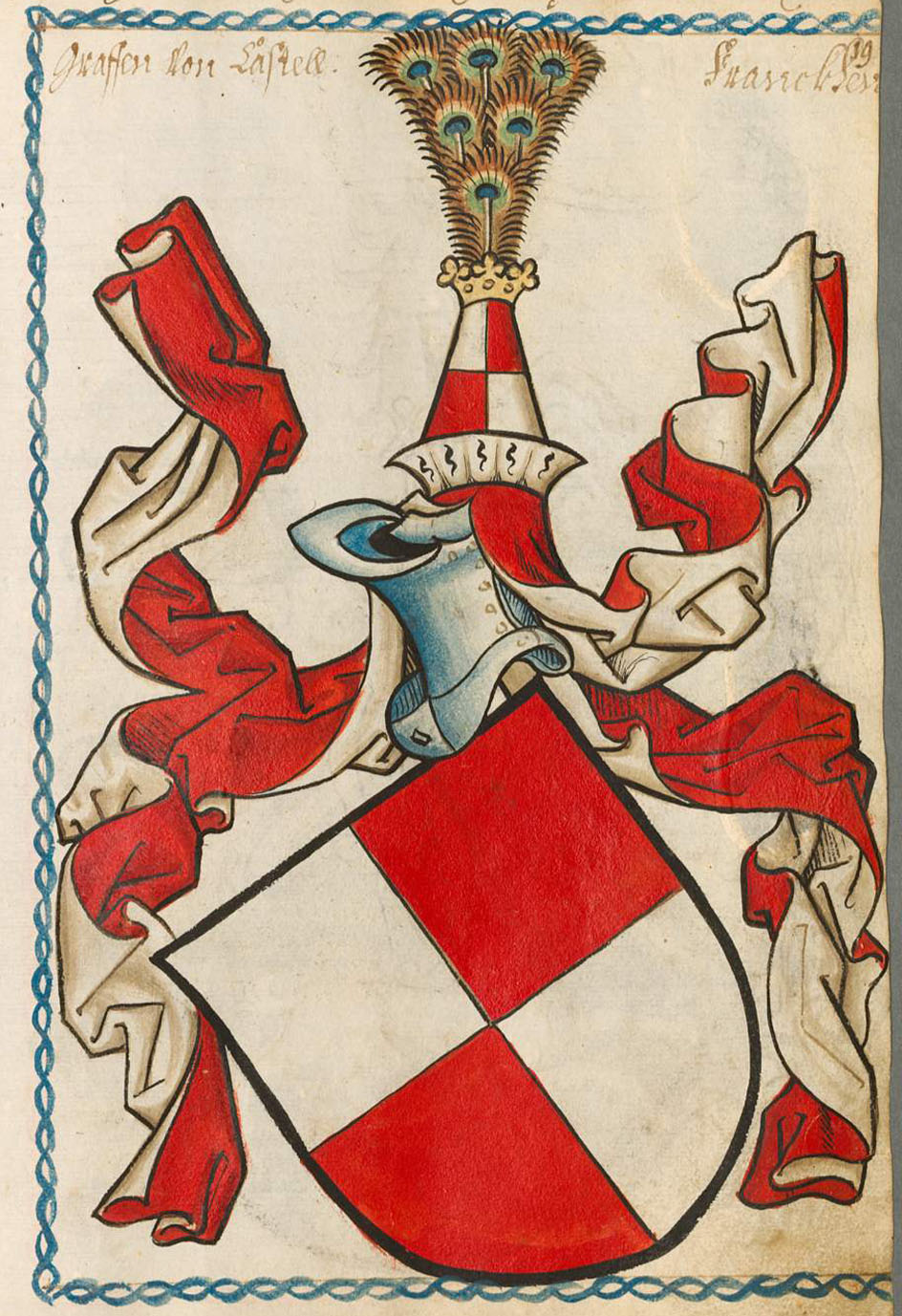
Huy hiệu của Bá tước xứ Castell

Castell-Castell là một Bá quốc trong Đế chế La Mã Thần thánh, được cai trị bởi một nhánh của Bá tước xứ Castell. Nó được thành lập như một phân vùng của Castell-Remlingen vào năm 1668, và nó được phân chia giữa chính nó và Bá quốc Castell vào năm 1709. Nó sáp nhập Bá quốc Castell vào năm 1772, và trong quá trình Hòa giải Đức được sáp nhập vào Vương quốc Bayern vào năm 1806.